# 창원시립마산교향악단
창원시립교향악단(昌原市立交響樂團, Changwon Philharmonic Orchestra)은 경상남도의 대표적인 관현악단이다. 1975년 창단된 마산실내악단을 모체로 1984년에 본격적인 교향악단으로 재창단되었다. 초대 상임 지휘자는 안종배였다.
이후 임종길, 이동호, 조신욱, 이동신 백진현 상임 지휘자 직책을 이어받았으며, 2015년에 박태영이 상임 지휘자로 발탁되어 현재까지 재직 중이다. 부악장은 이리나이며, 주요 공연장은 창원 성산아트홀과 3.15아트센터이다.
2010년 7월 1일, 마산, 창원, 진해시가 통합 창원시로 통합됨에 따라 2012년 1월 창원시립교향악단과 통합되었다.

## 같이 보기
- 창원시립교향악단